# Dieu est mort (film)
Pour les articles homonymes, voir The Fugitive et Dieu est mort.
Pour plus de détails, voir Fiche technique et Distribution.
Dieu est mort (titre original : The Fugitive) est un film américano-mexicain réalisé par John Ford, sorti en 1947.

## Synopsis
Pendant la guerre des Cristeros au Mexique, les prêtres sont assassinés par le pouvoir révolutionnaire. Un prêtre, déguisé en paysan, revient dans son village et devient le seul prêtre en activité dans le pays. Il est chassé par les forces de police et doit fuir.

## Fiche technique
- Titre : Dieu est mort
- Titre original : The Fugitive
- Réalisation : John Ford
- Scénario : Dudley Nichols d'après le roman de Graham Greene, La Puissance et la Gloire
- Photographie : Gabriel Figueroa
- Montage : Jack Murray
- Musique : Richard Hageman
- Producteurs : Merian C. Cooper, John Ford et Emilio Fernández
- Sociétés de production : Argosy Pictures, Productora Mex. Desconcida
- Société de distribution : RKO Pictures
- Pays de production :  États-Unis,  Mexique
- Langue : anglais
- Format : noir et blanc – 35 mm – 1,37:1 – mono (RCA Sound System)
- Genre : Film dramatique
- Durée : 104 minutes
- Dates de sortie : 
  - États-Unis : 3 novembre 1947
  - France : 27 octobre 1948
- Affiche : Bernard Lancy (France)

## Distribution
- Henry Fonda (VF : René Bériard) : le fugitif
- Dolores del Rio (VF : Hélène Tossy) : Maria Dolores, la femme indienne
- Pedro Armendáriz (VF : Robert Dalban) : Juan Rafael, le lieutenant de police
- J. Carrol Naish (VF : Maurice Porterat) : le mouchard
- Leo Carrillo (VF : Jean Lemarguy) : le chef de la police
- Ward Bond (VF : Pierre Morin) : James Calvert, dit "El Gringo"
- Robert Armstrong : le sergent de police
- John Qualen : le médecin
- Fortunio Bonanova : le cousin du gouverneur
- Chris-Pin Martin : le joueur d'orgue de Barbarie
- Miguel Inclán : l'otage
- Fernando Fernández : le chanteur
- Rodolfo Acosta (non crédité) : un policier
- Mel Ferrer (non crédité) : le père Serra

## Autour du film
- Tournage de décembre 1946 à fin janvier 1947 au Mexique.[réf. nécessaire]
- Recettes américaines : 818 000 dollars[réf. nécessaire]
- Deuxième film de Ford pour sa propre compagnie, Argosy Pictures Corp.[réf. nécessaire]
- La photographie très contrastée de Gabriel Figueroa place le film dans la lignée du Mouchard.[réf. nécessaire]
- À propos du film Ford déclarait : « J'ai réalisé le film tel que je le voulais - c'est pour cela que c'est un de mes films préférés. Pour moi il est parfait. Ce ne fut pas un succès populaire. La critique l'a apprécié, mais il n'avait évidemment pas d'attrait pour le public. Mais je suis très fier de mon travail. »[réf. nécessaire]
- Le film est très fidèle au roman de Graham Greene.[réf. nécessaire]
- Ford et Merian C. Cooper avaient envisagé de tourner une suite, The Sanctuary, mais l'insuccès du film les fit renoncer.[réf. nécessaire]
- Henry Fonda détestait le film, au point de penser que c'était de loin sa pire collaboration avec John Ford : « C’était une erreur de la part de John Ford de faire ce film. Et c’était aussi une erreur de ma part d’y avoir participé. Et ce vieux pourri [sic] savait que finalement ça ne valait rien mais, nom de Dieu, il ne l’a jamais admis, et, vous savez, il continuait à dire : C’est mon film préféré[1]. »

## Critiques
Pour le magazine Télé 7 jours, Dieu est mort offre « un beau rôle pour Henry Fonda dans un film signé John Ford et curieusement assez froid ».

## Récompenses et distinctions
Le film a été sélectionné à la Mostra de Venise. Il y a obtenu le Prix de l'OCIC (l'Office Catholique International du Cinéma) comme étant parmi les films présentés au festival, l'œuvre la plus capable de contribuer au relèvement moral et spirituel de l'humanité. Le critique du cinéma de l'OCIC Johanes écrivait que "d'un autre côté, son excès  de splendeur picturale était une faute de la production de John Ford-Figueroa. Le drame du prêtre raconté par Graham Greene a perdu en profondeur mais il a gagné en splendeur externe". Le jury international de l'OCIC a été composé par Charles Reinert (Suisse), Leo Lunders O.P. (Belgique), Bjorn Rasmussen (Danmark), Diego Fabbri (Italie).